# Валерий Гаркалин
Валерий Борисович Гаркалин (на руски: Валерий Борисович Гаркалин) е съветски и руски театрален и филмов актьор, театрален педагог; Народен артист на Руската федерация (2008).

## Биография
Валерий Борисович Гаркалин е роден на 11 април 1954 г. в Москва. Баща му отговаря за гаражна работилница, майка му работи като касиер в трапезарията. След като завършва гимназия, по настояване на баща си работи като механик. След военната си служба постъпва в Държавния музикален колеж „Гнесин“.
През 1978 г. завършва Музикалния колеж „Гнесин“, катедра „Куклено изкуство“, с ръководители Леонид Хаит и Сергей Образцов.
В края на обучението си завършилите курса създават театър на колела „Хора и кукли“, възложен на Кемеровската филхармония (с ръководител Леонид Хаит). Театърът е много популярен в края на 70-те и началото на 80-те години на XX век, с него Гаркалин пътува из целия Съветски съюз. Шест години по-късно той напуска театъра и известно време служи в Централния куклен театър при Сергей Образцов.
През 1988 г. завършва Факултета по естрада и масови изпълнения на ГИТИС. На сцената той успешно играе в различни жанрове – в класиката, мюзикъли, авангардни постановки. Критиците и зрителите определят ролята му на Петручио в комедията на Уилям Шекспир „Укротяването на опърничавата“ като блестяща.
В същото време той играе на сцената на театър студио „Човек“.
Типичен комик. Най-добрият момент в киното е комедията на Владимир Меншов „Ширли-мирли“ (1995), където Гаркалин играе братята близнаци Шниперсон, Кроликов и Алмазов.
До 2001 г. е актьор в Театъра на сатирата, след това участва в частни продукции: „Кръчмарят“ (независим театрален проект), „Чонкин и Бумеранг“ (продуцентска компания на Анатолий Воропаев), „Стриптийз“ (театрално студио „Човек“).
Гаркалин е професор в ГИТИС, преподавател в катедрата по естрадно изкуство, от 2002 г. ръководи работилницата на естрадния факултет.
На 7 юни 2008 г. Гаркалин, докато е на турне в Клайпеда, получава тежък инфаркт, през ноември 2008 г. получава втори инфаркт.
През март 2014 г., заедно с редица други учени и културни дейци, той изразява несъгласието си с политиката на руските власти в Украйна и Крим.

### Смърт
В началото на октомври 2021 г. Валерий Гаркалин е хоспитализиран с коронавирус. Веднага след като постъпва в лечебното заведение, той изпада в кома.
Умира на 20 ноември 2021 г. в Москва на 68-годишна възраст от полиорганна недостатъчност, причинена от сепсис и септичен шок.
Сбогуването с актьора се състои на 23 ноември в учебния театър на Руския институт за театрално изкуство. Погребан е на гробището Миусское, недалеч от гроба на жена си (парцел № 2). На 28 април 2023 г. е открит мемориален паметник. Автори са скулпторите Согоян.

### Семейство
- Съпруга: Екатерина Викторовна Гаркалина (21 април 1952 г., Москва – 15 февруари 2009 г., Москва), заслужил артист на Руската федерация (2007). Завършва Московския държавен педагогически институт, работи тридесет години като учител в Кукления театър на Сергей Образцов. Завежда екскурзионно-масовия отдел в Музея на театъра – най-голямата колекция от театрални кукли от древността до наши дни. Умира от рак, погребана е на гробището Миусское. Женена за Валери Гаркалин от 1978 г. до края на живота си. Втори път след смъртта на съпругата си Валерий Гаркалин не се жени.
  - Дъщеря на Ника Гаркалин (роден през 1983 г.), театрален продуцент. Зет: Павел Акимкин (роден през 1983 г.), актьор от Театъра на нациите.
  - Внуци: Тимофей и Екатерина.

## Избрана филмография
- „Катала“ – Алексей Греков (Грек)
- „Белите одежди“ – Фьодор Дьожкин
- „Ширли-мирли“ – Кроликов, Шниперсон, Алмазов, Кроликоу
- „Ералаш“ (епизоди „Чувствителна природа“, „Зараза“ и „Къде е рублата?) – уличен музикант, лекар и учител по математика

### Дублиране
- „Книга за джунглата“ (1967) – боа Каа

## Награди
- Награда „Киношок“ в номинацията „Награди за най-добри роли“ (1995).
- Почетно звание „Заслужил артист на Руската федерация“ (2000) – за заслуги в областта на изкуството.
- Почетно звание „Народен артист на Русия“ (2008) – за големи заслуги в областта на изкуството.
- Национална награда за анимация „Икар“ в номинацията „Актьор“ (2018) – за озвучаване на анимационния филм „Тиха вечеря без сол“ (2017).